# Долгое (Верховский район)
До́лгое — деревня в Верховском районе Орловской области. Входит в состав Галичинского сельского поселения.

## География
Долгое находится в северо-восточной части Орловской области на Среднерусской возвышенности.
Часовой пояс
Деревня Долгое, как и вся Орловская область, находится в часовой зоне МСК (московское время). Смещение применяемого времени относительно UTC составляет +3:00.

## Население
| 2002 | 2010 |
| ---- | ---- |
| 645  | ↘629 |

Национальный состав
Согласно результатам переписи 2002 года, в национальной структуре населения русские составляли 98 % от общей численности населения в 645 жителей.

## Известные уроженцы
- Токарев, Сергей Павлович (1919—1989) — советский военнослужащий, сержант. Полный кавалер ордена Славы.